# Бенуе
Бенуе или Беноуе је река у Нигерији и Камеруну у западној Африци.
Извире у северном Камеруну као Бакоу и тече на запад кроз источну и централну Нигерију као Баноуе. Река је дугачка 1.400 km. Највећа је лева притока реке Нигер. У кишном периоду пловна је до града Гаруа 900 km од ушћа и преко ње се одвија значајан део трговине.

## Географија
Бенуе ивзире на висоравни Адамава у северном Камеруну, одакле тече на запад, и кроз град Гаруа и резервоар Лагдо, у Нигерију јужно од планина Мандара, и кроз Јимету, Иби и Макурди пре сусрета са реком Нигер код Локоје.
Велике притоке су река Фаро, Гонгола и Мајо Кеби, која је повезује са реком Логоне (део система језера Чад) током поплава. Остале притоке су река Тараба и река Кацина Ала.
На месту ушћа, Бенуе премашује Нигер по запремини. Средњи проток пре 1960. био је 3,477 m3/s (122,8 cu ft/s) за Бенуе и 2,863 m3/s (101,1 cu ft/s) за Нигер. Током наредних деценија, отицање обе реке је значајно смањено услед наводњавања.
Река Бенуе је поплавила у октобру 2012, што је резултирало великим порастом популације змија отровница у округу Дугури, област локалне управе Алкалери, држава Баучи. Извештај из јула 2013. показао је да је преко 200 људи у округу умрло од уједа змије. Општа болница у Калтунгу, држава Гомбе у Нигерији, је најближа локација за лечење уједа змије; „Ко има среће да стигне у Калтунго, лечи се за само два дана и онда се враћа кући.“
- Беноуе колибе
- Поглед на Беноу са дрона
- Прелазак реке Бенуе из Лагдоа са кануом